# Marco Vaccari
Marco Vaccari (ur. 17 lipca 1966 w Mediolanie) – włoski lekkoatleta specjalizujący się w biegach sprinterskich, dwukrotny uczestnik letnich igrzysk olimpijskich (Barcelona 1992, Atlanta 1996).

## Sukcesy sportowe
- czterokrotny mistrz Włoch w biegu na 400 metrów – 1992, 1994, 1997, 1999[1]
- dwukrotny halowy mistrz Włoch – w biegu na 200 metrów (1996) oraz w biegu na 400 metrów (1997)[2]

| Rok  | Miasto    | Zawody                     | Konkurencja        | Wynik         |
| ---- | --------- | -------------------------- | ------------------ | ------------- |
| 1991 | Sewilla   | Halowe mistrzostwa świata  | sztafeta 4 × 400 m | brązowy medal |
| 1991 | Ateny     | Igrzyska śródziemnomorskie | sztafeta 4 × 400 m | złoty medal   |
| 1992 | Genua     | Halowe mistrzostwa Europy  | bieg na 400 m      | 5. miejsce    |
| 1992 | Barcelona | Igrzyska olimpijskie       | sztafeta 4 × 400 m | 6. miejsce    |
| 1994 | Helsinki  | Mistrzostwa Europy         | sztafeta 4 × 400 m | 4. miejsce    |
| 1997 | Ateny     | Mistrzostwa świata         | sztafeta 4 × 400 m | 7. miejsce    |
| 1997 | Bari      | Igrzyska śródziemnomorskie | bieg na 400 m      | srebrny medal |
| 1998 | Budapeszt | Mistrzostwa Europy         | sztafeta 4 × 400 m | 4. miejsce    |

## Rekordy życiowe
| konkurencja        | na stadionie                  | w hali                    |
| ------------------ | ----------------------------- | ------------------------- |
| bieg na 100 metrów | 10,55 – Rzym, 23/05/1998      |                           |
| bieg na 200 metrów | 21,19 – Rzym, 11/05/1997      | 21,61 – Genua, 11/02/1997 |
| bieg na 300 metrów | 33,64 – Viareggio, 13/08/1999 |                           |
| bieg na 400 metrów | 45,47 – Bolonia, 23/06/1992   | 46,34 – Genua, 29/02/1992 |